# 559 Nanon
559 Nanon este un asteroid din centura principală, descoperit pe 8 martie 1905, de Max Wolf.